# Johanniterorden i Sverige
Johanniterorden i Sverige är en svensk halvofficiell riddarorden. Den utgör en evangelisk, självständig gren av Johanniterorden. Ordens huvuduppgift är att i en kristen medmänsklig anda stödja och hjälpa människor i nöd.

## Historik
Johanniterorden i Sverige har sitt ursprung i det svenska riddarförbund som 1920 grundades av svenskar som upptagits i det så kallade balliet Brandenburg, det vill säga den evangeliska grenen av Johanniterorden. Kung Gustaf V och Drottning Victoria, vilka båda sedan tidigare var förste hedersledamot av balliet Brandenburg, ställde sig som beskyddare av det svenska riddarförbundet. Som förste kommendator utsågs Walther von Hallwyl. Från 1930 krävdes den svenske kungens godkännande för upptagande av svenskar i orden. 
Under den nazistiska regimen förde Johanniterorden en tynande tillvaro i Tyskland och banden till det svenska riddarförbundet försvagades. Detta ledde till att man 1946 beslutade att frigöra den svenska organisationen och grunda Johanniterorden i Sverige. Sveriges kung skulle vara ordens Herre och Mästare. Sveriges nuvarande kung Carl XVI Gustaf har dock avböjt detta uppdrag och står idag istället som ordens höge beskyddare.

## Organisation
Ordens högsta beslutande organ är Riddardagen, vilken äger rum varje år, normalt i maj. Vid Riddardagen har samtliga medlemmar plats och stämma. Verksamheten leds av ett konvent under ledning av en kommendator. Ordens kontor och arkiv är beläget på Riddarhuset i Stockholm.
Orden samarbetar med de övriga protestantiska johanniterordnarna inom ramen för Johanniteralliansen.

### Kommendatorer
- 1920–1921 Walther von Hallwyl
- 1921–1940 Henning Wachtmeister
- 1941–1944 Adam Lewenhaupt
- 1945–1950 Eugène von Rosen
- 1950–1961 Wilhelm Klingspor
- 1961–1972 Carl Hamilton af Hageby
- 1972–1994 Fredrik Löwenhielm
- 1994–2002 Henry Montgomery
- 2002–2010 Thomas Ihre
- 2010–2021 Henric Ankarcrona
- 2021–     Otto Drakenberg

## Hjälpverksamhet
Inom Sverige samarbetar orden nära med sjukhus, etablerade hjälporganisationer och skolor samt kyrkliga och andra kristna samfund och organ. Johanniterordens i Sverige operativa hjälpverksamhet bedrivs sedan 2005 av den ideella föreningen Johanniterhjälpen.

## Klasser och ordenstecken
Johanniterordens ledamöter indelas i två klasser: riddare (RJohO) och rättsriddare (R-RJohO). Riddare är den lägre graden och den högre graden rättsriddare uppnås efter cirka tio år. Därutöver kan förtjänta personer kallas som hedersledamöter. Biskopen Bo Giertz är den hittills ende icke-adliga hedersledamoten. Formellt är orden öppen för män oavsett börd, men i praktiken upptas endast adelsmän. 
Ordenstecknen utgörs dels av ett halskors och dels av ett bröstkors. Halskorset består av ett emaljerat vitt åttauddigt johanniterkors försett med vasar av guld mellan korsarmarna. För rättsriddare är halskorset krönt med en sluten krona. Halskors bärs i svart band med smala vita kanter. Bröstkorset utgörs av ett vitemaljerat johanniterkors och bärs på vänster sida under eventuella kraschaner.

## Ordensdräkt
Ordensdräkt för rättsriddare under tidigt 1900-tal: